# Поремба (Пщинський повіт)
Поремба (пол. Poręba, нім. Poremba) — село в Польщі, у гміні Пщина Пщинського повіту Сілезького воєводства.
Населення — 980 осіб (2011).
У 1975-1998 роках село належало до Катовицького воєводства.

## Демографія
Демографічна структура станом на 31 березня 2011 року:
|          | Загалом | Допрацездатний вік | Працездатний вік | Постпрацездатний вік |
| -------- | ------- | ------------------ | ---------------- | -------------------- |
| Чоловіки | 482     | 116                | 324              | 42                   |
| Жінки    | 498     | 100                | 311              | 87                   |
| Разом    | 980     | 216                | 635              | 129                  |